# Chernelházadamonya

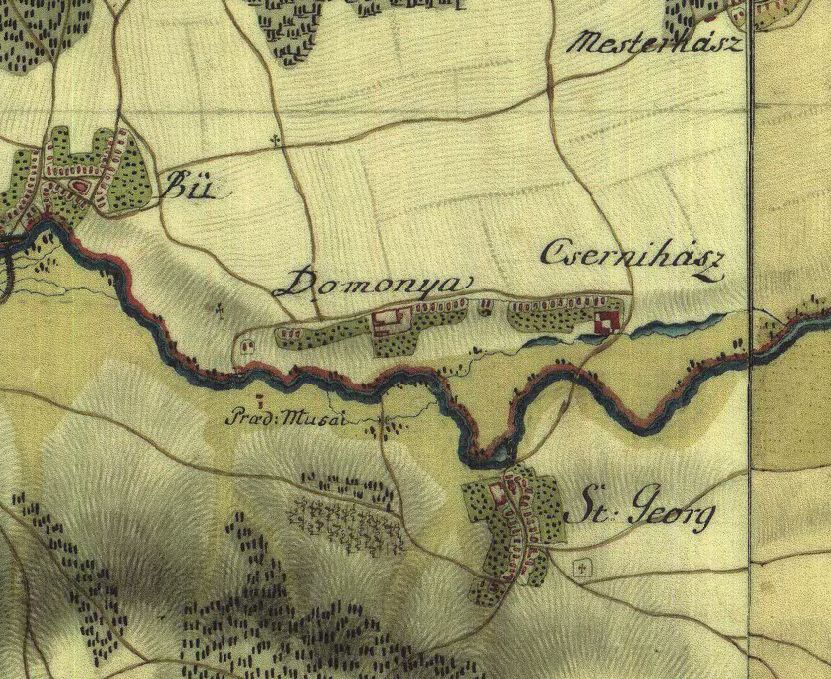
Chernelházadamonya na vojenské mapě 1763–1785

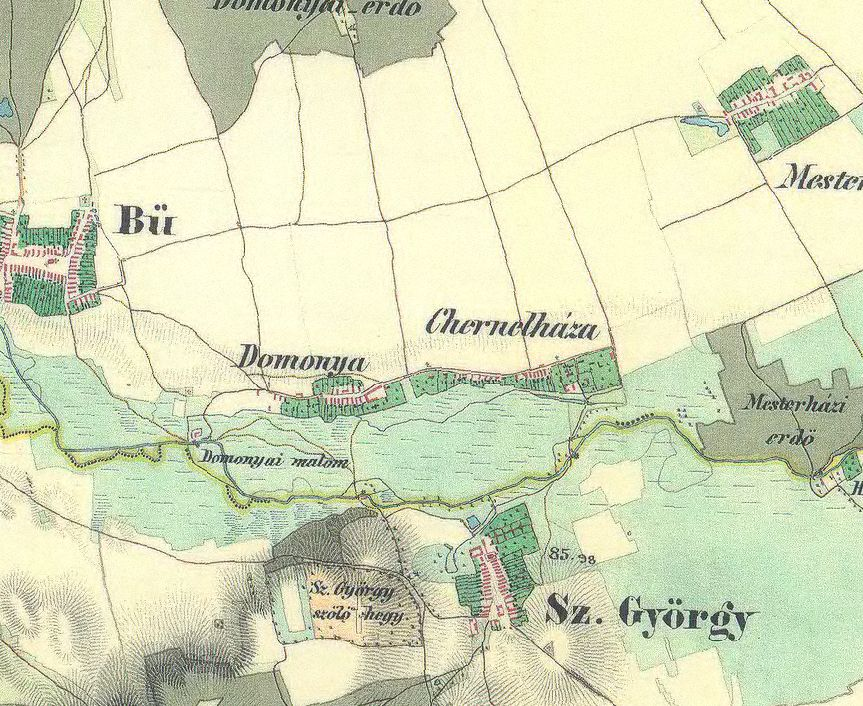
Chernelházadamonya na vojenské mapě 1806–1869

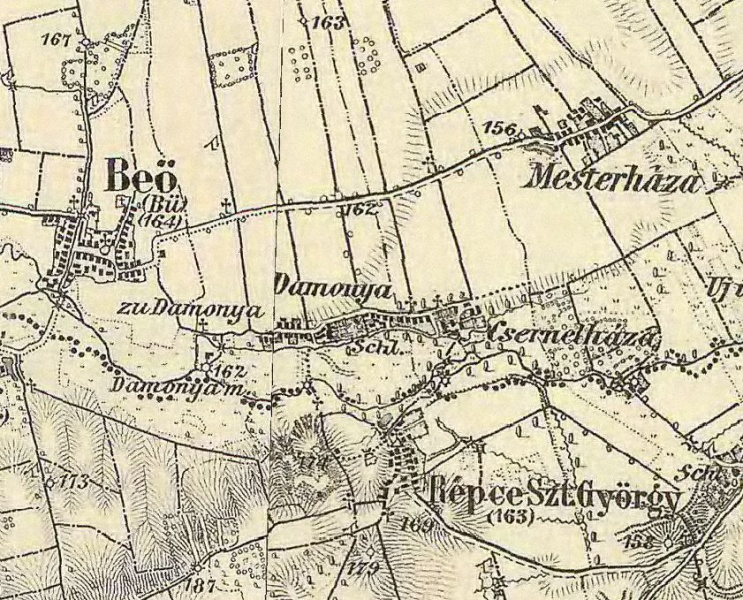
Chernelházadamonya na vojenské mapě 1869–1887

Chernelházadamonya [černelházadamoňa] je obec v okresu Sárvár, maďarské župě Vas, která se nachází 21 km severozápadně od Sárváru, 31 km severovýchodně od Szombathely, 9 km jihovýchodně od obce Bük, na levém břehu řeky Répce.
V roce 2010 zde žilo 196 obyvatel.

## Historie
Území bylo osídleno již z době římské. V roce 1952 bylo na hranici s Kukucsamajor (Kukucsamajor bylo osídlení severně po Vasút Utca nalevo před hlavní silnicí) nalezeno několik uren a byl odkryt cihlový hrob pocházející z 4. století. Nalezena zde byla pečetní svíce, láhev na voňavku a hliněný džbán.
Spojením dvou vesnic Csernelháza a Damonye vznikla v roce 1925 obec s dočasným názvem Chernelháza. Při sloučení došlo k přejmenování podle šlechtické rodiny Chernelů. Od roku 1927 se obec nazývá Chernelházadamonya a patří tak k obcím s nejdelším názvem v Maďarsku.
Obec patří od roku 1950 do župy Vas.

### Historie Damonye
Z obou obcí se Damonya první objevuje v písemných záznamech. Název pochází ze slovanského jména Damián. Prvními statkáři byli členové známého rodu Osl, z kterých většina používala jméno Damián. V roce 1239 jeden ze synů statkáře Szatmára věnoval část obce templářům, ale pozemky Damonyjského rodu zde zůstaly. Část obce, která se nazývá Velký Damián, dostali od krále potomkové Chernelů. Z toho potom vznikl název obce Chernelháza (Chernelův dům), která je poprvé zmíněna v písemných pramenech v roce 1436. V roce 1483 se majitelem Damonye stali Johanité – konští rytíři, kteří obyvatelům zavedli clo a "osvobozenou třicetinu". Od roku 1400 se obyvatelé postupně stávali nezávislí a stále více potomků Damonyů se domáhalo návratu jejich rozdrobeného majetku. Ten dostalo 25 místních statkářů v roce 1671 zpět. V 18. století se zde přihlásilo k pobytu velké množství nových majitelů nemovitostí. Mezi majiteli figurují rodiny ako Nagy-, Végyh-, Guáry. V roce 1787 bylo ke 14 právoplatným obyvatelům nemovitostí zapsáno 25 chalupářů. Šlechticů zde tehdy bylo sedm. Od 19. století se mezi statkáři objevila rodina Simonů. V roce 1850 měla obec 296 obyvatel a všichni byli katolíci.

### Historie Chernelházy (Csernelházy)
Název Chernelháza (Csernelháza) se dostal do písemných zdrojů později a to v roce 1436, ale na její existenci ve 13. století nás upomíná darovací listina, podle které byli v roce 1272 V. Štefan Damonyan zvaný Mixe (Miksa) a jeho syn Martin, za zásluhy ve válce proti Čechům, povýšeni z řad krakovských nevolníků. Současně jim byly darovány pozemky, které tehdy využívali. Jejich potomci se pak brzy stali významnými vojáky ve službách státu a příslušníky rodiny Chernelů. V roce 1360 použil Mártonův vnuk Miklós poprvé příjmení Chernel. Přes jeho získaný dědičný majetek pak začala obec od 15. století používat název dle jeho příjmení. Od tohoto století se také začalo zavádět povyšování do šlechtického stavu, díky čemuž zde v roce 1671 žilo již 13 šlechtických rodin.
V 18. století přichází zvrat stejně jako v obci Damonyan – začalo se s navrácením majetku jednotlivcům. Majiteli se stávali členové rodu Chernelů a ti se začali podle španělského vzoru zabývat chovem ovcí a koní. V roce 1787 přináleželo mezi mužskou část obyvatelstva 5 šlechticů, 6 sedláků a 13 nevolnických chalupářů. Tito obyvatelé se vždy evidovali dohromady se sousední Damonyí. V roce 1787 zde bylo registrováno 95 obyvatel, v roce 1850 pak 145 obyvatel a v roce 1920 už 161 obyvatel. To byl také jeden z důvodů, proč byly obě obce sloučeny.
Na obec měla také vliv železniční trať ze Sárváru, která byla v provozu od 8. listopadu 1913 do 28. května 1974, kdy se přestala používat.

## Zajímavosti

### Zámek Vegh
Zámek Verébi Vegh byla v damonyjské části stojící budova, kterou na konci 18. století vlastnila rodina Véghů. Od nich budovu odkoupila rodina Urményů a v r. 1930 se majitelem stal Cukrovar Nagycenk s.r.o. Již tehdy byla ale v katastrofálním stavu. Pozůstatky zámku a sýpky se nacházejí na Hlavní ulici (Fö Utca) číslo 33.

### Palác Chernelů
Palác nebo spíše jen panské sídlo Chernelů stálo v ulici Mező (Trávní), byla to (kdysi poschoďová) budova ve tvaru L. Měla 10 místností a nejhonosnější z nich se nazývala Velký salón. V roce 1945 byla budova odebraná Chernelům, nájemce Szemes byl odtud vystěhován a byly zde vytvořeny sociální byty.
Poté, co se odstěhovali poslední nájemníci, zůstala budova v dezolátním stavu. Přes snahy o záchranu se nepodařilo sehnat finanční zdroje na opravu a budova byla v roce 1982 zbourána. Jediné, co se z budovy zachovalo, je část zdobené fasády s dvojitým erbem Chernelů, která byla v roce 1984 umístěna do parku patřícího k sídlu Simonů na Hlavní ulici (Fö Utca) číslo 59.

### Panské sídlo Simonů
Jednopatrová samostatně stojící budova na Hlavní ulici (Fö Utca) číslo 59.

### Kaple
Kaple se nachází na Hlavní ulici (Fö Utca) č. 26. Před kaplí stojí socha Sv. Vendelína, patrona statkářů, kterou nechala v roce 1854 postavit Johana Vegh.

## Fotografie

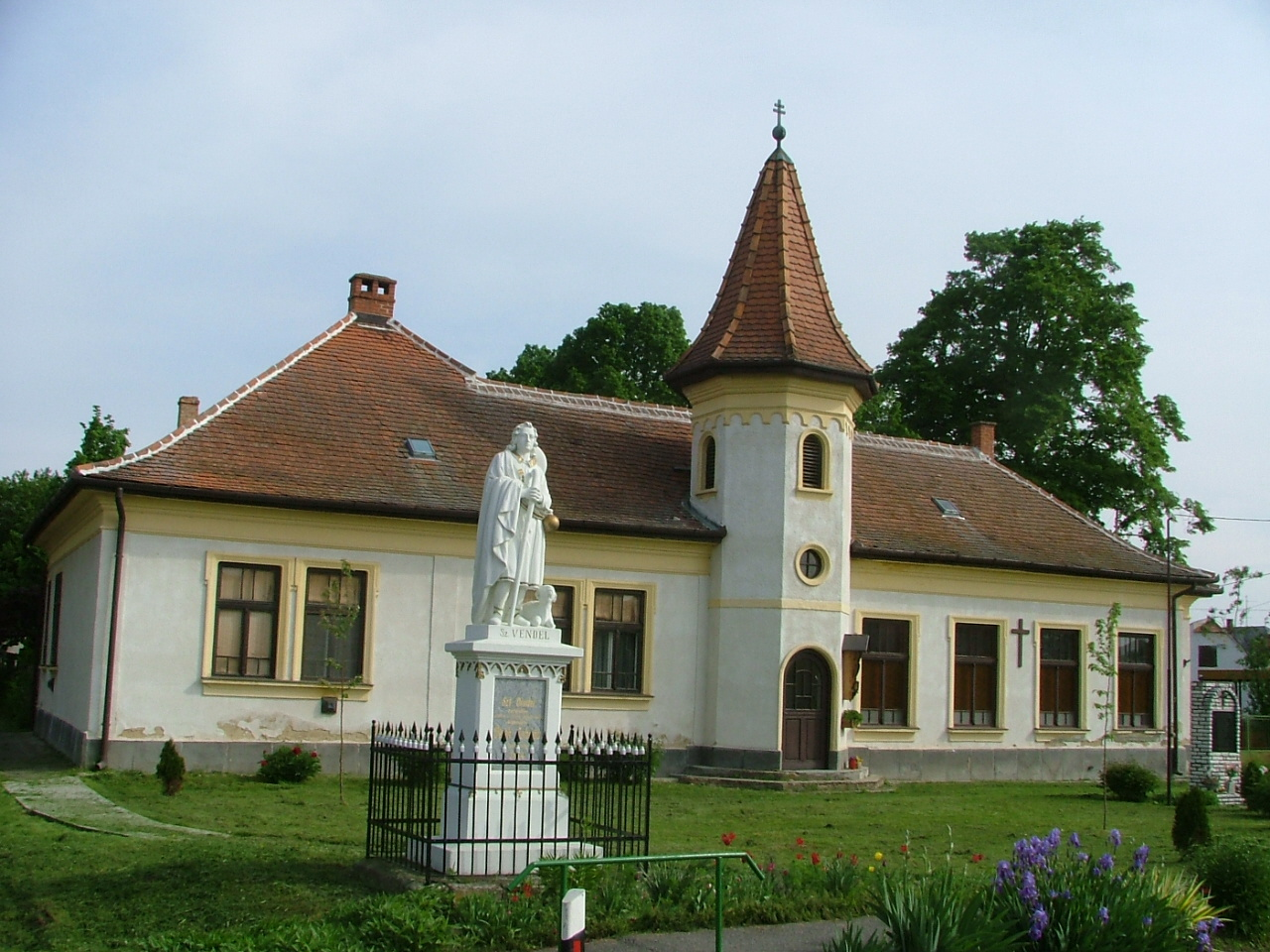
Kaple se sochou Sv. Vendelína
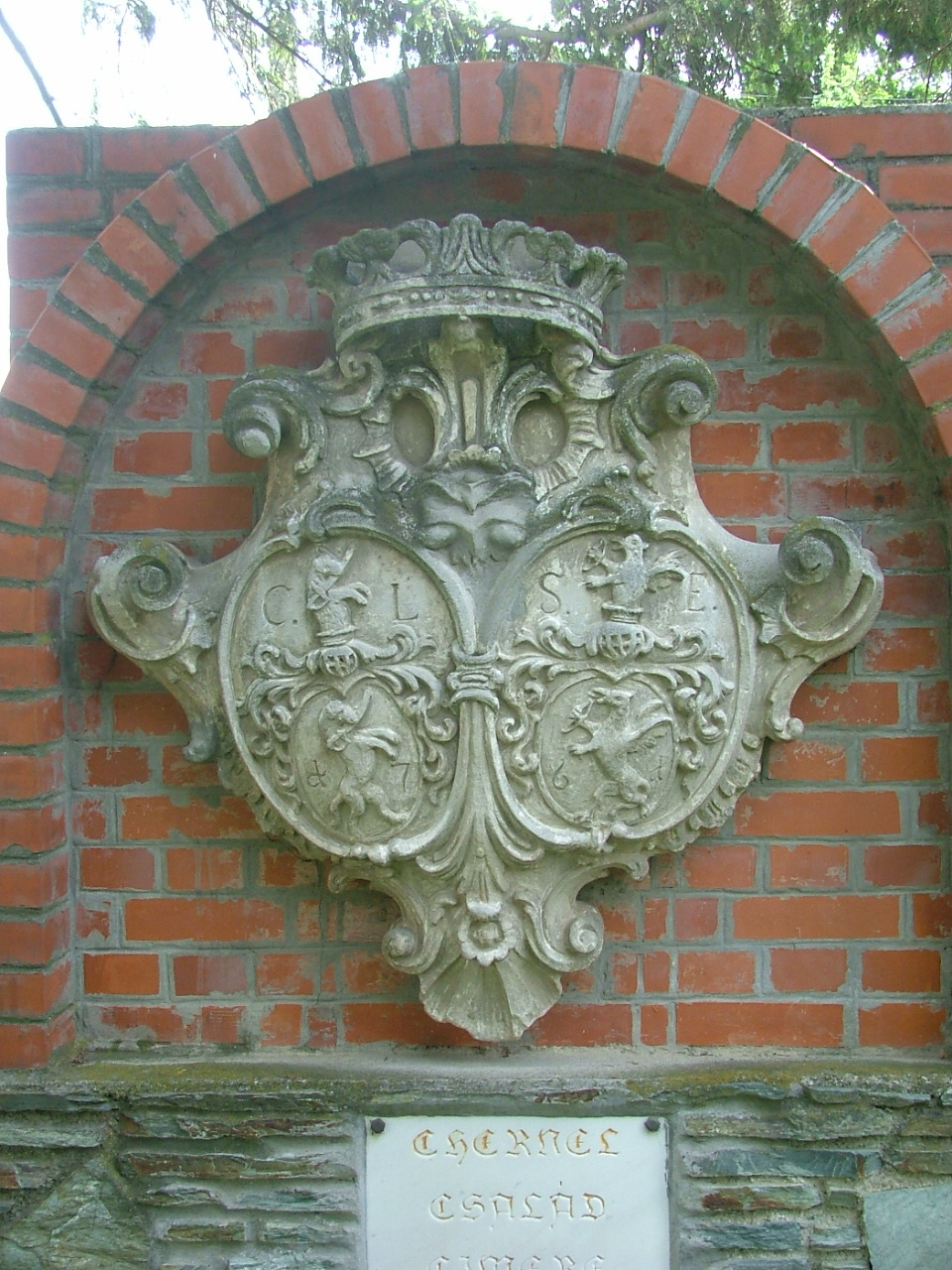
Erb rodiny Chernelů
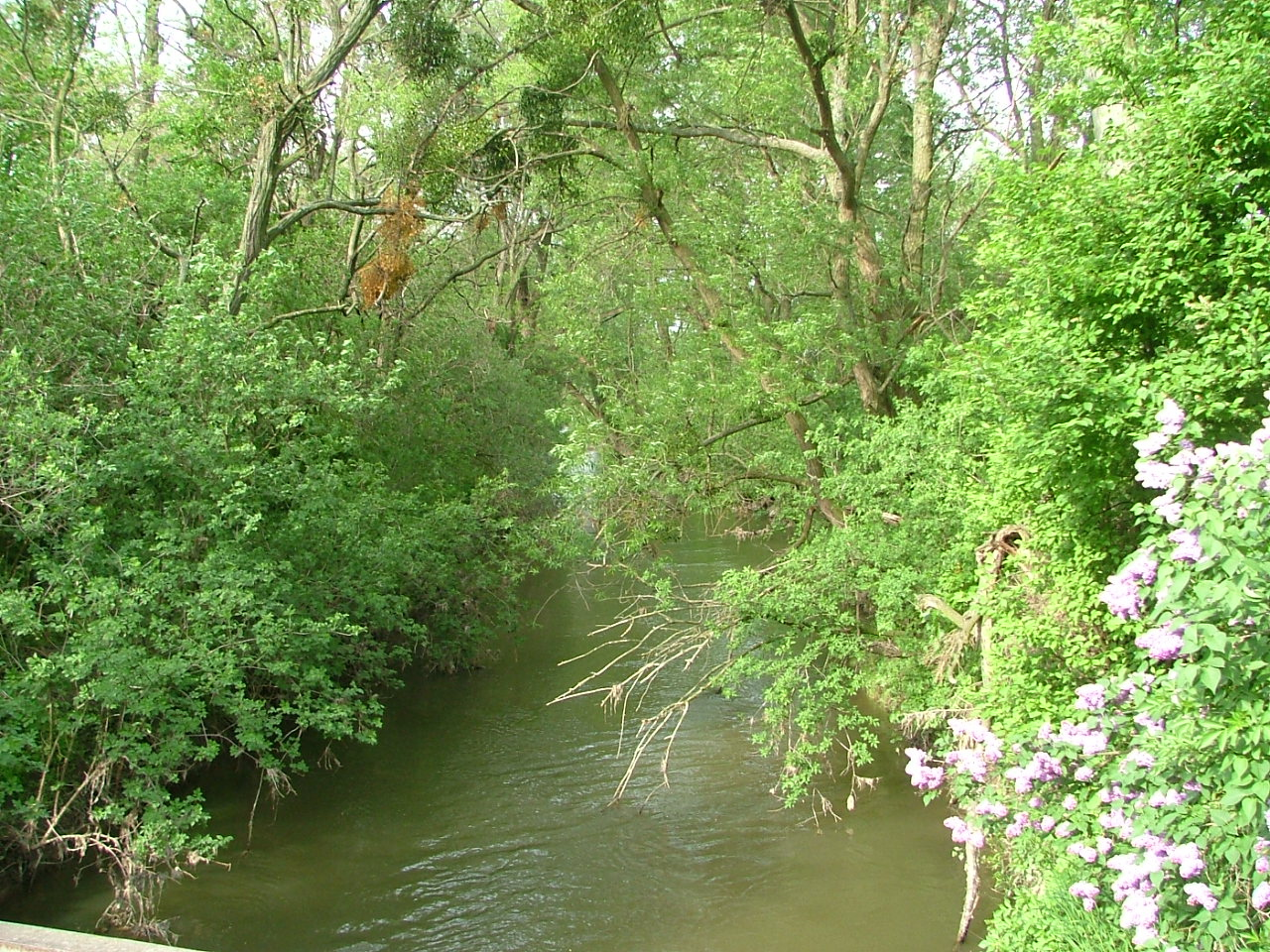
Řeka Répce jižně od obce Chernelházadamonya